# Arthur Kay
Pour les articles homonymes, voir Kay.
Arthur Kay est un compositeur et acteur américain, né le 16 janvier 1882 en Allemagne, mort le 19 décembre 1969 à Hollywood.

## Filmographie

### Comme compositeur
- 1920 : Le Dernier des Mohicans (The Last of the Mohicans) de Clarence Brown et Maurice Tourneur
- 1927 : Le Gaucho (The Gaucho) de F. Richard Jones
- 1928 : Night Watch
- 1929 : La Vie en rose (Sunnyside Up) de David Butler
- 1929 : The One Woman Idea
- 1929 : L'amour dispose (The Exalted Flapper) de James Tinling
- 1929 : Frozen Justice
- 1929 : Seven Faces
- 1930 : Nuits de Californie (Let's go places)
- 1930 : L'Intruse (City Girl)
- 1930 : The Golden Calf
- 1930 : Terre commune (Common Clay)
- 1930 : Scotland Yard
- 1930 : Renegades
- 1930 : For the Love o' Lil de James Tinling
- 1930 : Are You There?
- 1930 : Princess and the Plumber
- 1930 : Men on Call
- 1931 : La Piste des géants
- 1931 : Hors du gouffre (The Man Who Came Back)
- 1931 : Three Rogues
- 1931 : Die Große Fahrt
- 1931 : Le Fils de l'oncle Sam chez nos aïeux (A Connecticut Yankee), de David Butler
- 1931 : Ambassador Bill
- 1932 : Dans la ville endormie (While Paris Sleeps)
- 1932 : Igloo
- 1933 : Deluge
- 1934 : Et demain ? (Little Man, What Now?)
- 1934 : The Human Side
- 1934 : There's Always Tomorrow
- 1934 : Flirtation
- 1934 : The Live Ghost
- 1935 : Streamline Express
- 1935 : Skybound
- 1935 : The Singing Vagabond (en)
- 1936 : I Conquer the Sea!
- 1936 : The Leavenworth Case
- 1936 : Darkest Africa
- 1936 : The Leathernecks Have Landed (en)
- 1936 : Comin' 'Round the Mountain (en)
- 1936 : The Girl from Mandalay (en)
- 1936 : The Singing Cowboy (en)
- 1936 : Daniel Boone
- 1936 : Down to the Sea
- 1936 : The Vigilantes Are Coming
- 1936 : Tundra (en) de Norman Dawn
- 1936 : Bulldog Edition
- 1938 : The Gladiator
- 1956 : The Heckle and Jeckle Show (série TV) : Gandy Goose / Sourpuss (voix)

### Comme acteur
- 1929 : Fox Movietone Follies of 1929 : Orchestra Leader
- 1935 : Aimez-moi toujours (Love Me Forever) de Victor Schertzinger : Musical Director
- 1937 : The Girl Said No d'Andrew L. Stone : Adolph
- 1939 : Ride 'Em Cowgirl
- 1941 : Citizen Kane : Orchestra Leader
- 1945 : Post War Inventions : Sourpuss, Gandy Goose (voix)
- 1955 : The Mighty Mouse Playhouse (série TV) : Gandy Goose / Sourpuss (1955-1967)